# Athena (família de foguetes)

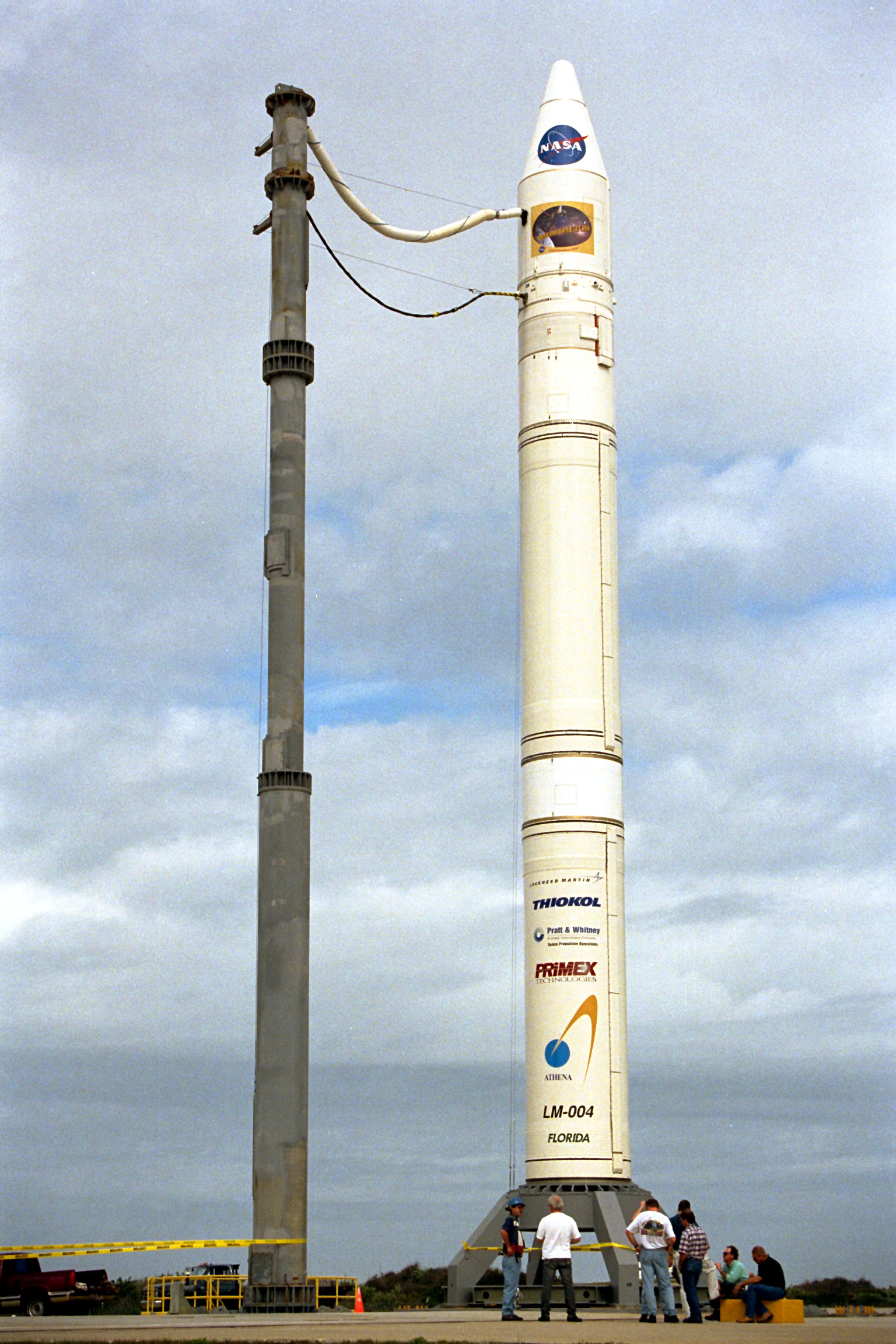
O foguete Athena em sua plataforma de lançamento.

A famíla de foguetes Athena, foi um conjunto de veículos de lançamento descartáveis de origem Norte americana.
O desenvolvimento começou na Lockheed Corporation em 1993, onde ficou conhecido como Lockheed Launch Vehicle, e mais tarde como
Lockheed Martin Launch Vehicle depois da fusão da Lockheed com a Martin Marietta. Só mais tarde passou a ser conhecido como Athena.
O foguete Athena saiu de serviço em 2001, no entanto, em 2010, foi anunciada a retomada de sua produção, e a NASA o incluiu no
contrato Launch Services II.

## Modelos
- Athena I
- Athena II
- Athena III